# Lipa, Miren-Kostanjevica
Lipa este o localitate din comuna Miren - Kostanjevica, Slovenia, cu o populație de 92 de locuitori.